# United Launch Alliance
United Launch Alliance (ULA)  este un furnizor american de servicii de lansare de nave spațiale, care produce și operează o serie de rachete capabile să lanseze nave spațiale pe orbitele din jurul Pământului și către alte corpuri din Sistemul Solar. Compania, care este o asociere comună între Lockheed Martin Space și Boeing Defense, Space & Security, a fost formată în decembrie 2006. Printre clienții se numără Departamentul Apărării și NASA, precum și alte organizații.
ULA oferă servicii de lansare folosind sisteme de lansare non-reutilizabile Delta IV Heavy și Atlas V și Delta II (până în 2018). Sistemele de lansare Atlas și Delta IV Heavy lansează sarcini utile, inclusiv sateliți meteo, telecomunicații și securitate națională, sonde științifice și orbitatori. De asemenea, ULA lansează sateliți comerciali.
În prezent compania dezvoltă Vulcan Centaur, un succesor al lui Atlas V care include o tehnologie Delta IV. Lansările Vulcan au fost planificate să înceapă în trimestrul 4 al anului 2021. „Advanced Cryogenic Evolved Stage” (ACES) este planificată să înlocuiască Centaur V pe Vulcan începând cu 2023.